# Aliz Mosonyi
Aliz Mosonyi (geboren 19. Februar 1944 im Keszthely) ist eine ungarische Schriftstellerin.     

## Leben
Aliz Mosonyi studierte Musik. Sie veröffentlichte 1973 ihren ersten Gedichtband. Sie arbeitet als Dramaturgin und freie Schriftstellerin. Mosonyi übersetzte 1981 Gedichte von Andreas Reimann, 1986 Emil und die Detektive und übertrug 2007 einige von Grimms Märchen ins Ungarische. Mosonyi wurde 1998 mit dem Déry-díj und 2009 mit dem IBBY-életmű-díj ausgezeichnet. 
Mosonyi schloss sich 2016 dem öffentlichen Protest gegen die Auszeichnung des antisemitischen Publizisten Zsolt Bayer durch die Regierung Orban an.

## Werke in deutscher Übersetzung
- Der Radieschenkönig. Illustrationen Károly Reich. Ins Deutsche übertragen von Christina Kunze, Leiv, Leipzig 2013, ISBN 978-3-89603-421-2.
- Ich bin 7!. Illustrationen József Pinter. Ins Deutsche übertragen von Manuela Sas. Technológia, Budapest 1989, ISBN 963-02-7242-3.
- Ich bin 8!. Illustrationen József Pinter. Ins Deutsche übertragen von Manuela Sas. Technológia, Budapest 1989, ISBN 963-02-7243-1.
- Ich bin 9!. Illustrationen József Pinter. Ins Deutsche übertragen von Petra Végh. Technológia, Budapest 1989, ISBN 963-02-7244-X.